# Cryptohelcostizus alamedensis
Cryptohelcostizus alamedensis är en stekelart som först beskrevs av William Harris Ashmead 1890.  Cryptohelcostizus alamedensis ingår i släktet Cryptohelcostizus och familjen brokparasitsteklar. Inga underarter finns listade i Catalogue of Life.